# Élections régionales de 2021 à Guelmim-Oued Noun

Carte de la région.

Les élections régionales à Guelmim-Oued Noun se déroulent le 8 septembre 2021.

## Résultats

### Global
|                          | Parti authenticité et modernité (PAM)                       | 51 120  | 30,47 | 12 | 6             |  |  |  |
|                          | Rassemblement national des indépendants (RNI)               | 49 614  | 29,57 | 10 | 2             |  |  |  |
|                          | Parti de l'Istiqlal (PI)                                    | 13 034  | 7,77  | 5  | 1             |  |  |  |
|                          | Union socialiste des forces populaires (USFP)               | 9 776   | 5,83  | 4  | 8             |  |  |  |
|                          | Mouvement populaire (MP)                                    | 6 444   | 3,84  | 2  | en stagnation |  |  |  |
|                          | Parti du progrès et du socialisme (PPS)                     | 7 311   | 4,36  | 1  | 1             |  |  |  |
|                          | Parti de la justice et du développement (PJD)               | 4 871   | 2,90  | 1  | 4             |  |  |  |
|                          | Parti de la réforme et du développement (PRD)               | 3 220   | 1,92  | 1  | 1             |  |  |  |
|                          | Parti de l'environnement et du développement durable (PEDD) | 3 000   | 1,79  | 1  | 1             |  |  |  |
|                          | Parti de l'unité et de la démocratie (PUD)                  | 1 772   | 1,06  | 1  | 1             |  |  |  |
|                          | Parti de la société démocratique (PSD)                      | 521     | 0,31  | 1  | 1             |  |  |  |
|                          |                                                             |         |       |    |               |  |  |  |
| Total                    | Total                                                       | 167 795 | 100   |    |               |  |  |  |
| Abstentions              | Abstentions                                                 | 94 836  | 36,11 |    |               |  |  |  |
| Inscrits / Participation | Inscrits / Participation                                    | 262 631 | 63,89 |    |               |  |  |  |

### Par préfecture et province

#### Assa-Zag
| Parti                    | Parti                                                       | Suffrage | Suffrage | Sièges | Sièges |
| Parti                    | Parti                                                       | #        | %        | #      | %      |
| ------------------------ | ----------------------------------------------------------- | -------- | -------- | ------ | ------ |
|                          | Parti authenticité et modernité (PAM)                       | 5 258    | 32,64    | 2      | 33,33  |
|                          | Union socialiste des forces populaires (USFP)               | 3 624    | 22,50    | 2      | 33,33  |
|                          | Rassemblement national des indépendants (RNI)               | 2 939    | 18,24    | 1      | 16,67  |
|                          | Parti de l'Istiqlal (PI)                                    | 1 333    | 8,27     | 1      | 16,67  |
|                          | Parti de la justice et du développement (PJD)               | 1 079    | 6,70     |        |        |
|                          | Union constitutionnelle (UC)                                | 978      | 6,07     |        |        |
|                          | Mouvement populaire (MP)                                    | 650      | 4,04     |        |        |
|                          | Parti de l'environnement et du développement durable (PEDD) | 139      | 0,86     |        |        |
|                          | Parti du centre social (PCS)                                | 86       | 0,53     |        |        |
|                          | Parti de la liberté et de la justice sociale (PLJS)         | 23       | 0,14     |        |        |
|                          |                                                             |          |          |        |        |
| Total                    | Total                                                       | 16 109   | 100,00   |        |        |
| Abstentions              | Abstentions                                                 | 3 910    | 19,53    |        |        |
| Inscrits / Participation | Inscrits / Participation                                    | 20 019   | 80,47    |        |        |

#### Guelmim
| Parti                    | Parti                                                       | Suffrage | Suffrage | Sièges | Sièges |
| Parti                    | Parti                                                       | #        | %        | #      | %      |
| ------------------------ | ----------------------------------------------------------- | -------- | -------- | ------ | ------ |
|                          | Parti authenticité et modernité (PAM)                       | 19 830   | 30,50    | 5      | 35,71  |
|                          | Rassemblement national des indépendants (RNI)               | 16 948   | 26,06    | 3      | 21,43  |
|                          | Parti de l'Istiqlal (PI)                                    | 7 643    | 11,75    | 2      | 14,29  |
|                          | Mouvement populaire (MP)                                    | 4 757    | 7,32     | 2      | 14,29  |
|                          | Parti de l'environnement et du développement durable (PEDD) | 2 376    | 3,65     | 1      | 7,14   |
|                          | Parti de la justice et du développement (PJD)               | 2 141    | 3,29     | 1      | 7,14   |
|                          | Parti du progrès et du socialisme (PPS)                     | 1 902    | 2,92     |        |        |
|                          | Union constitutionnelle (UC)                                | 1 816    | 2,79     |        |        |
|                          | Parti de l'Espoir (PE)                                      | 1 181    | 1,82     |        |        |
|                          | Parti vert marocain (PVM)                                   | 785      | 1,21     |        |        |
|                          | Alliance de la fédération de gauche (AGD)                   | 622      | 0,96     |        |        |
|                          | Union socialiste des forces populaires (USFP)               | 619      | 0,95     |        |        |
|                          | Parti de l'équité (PRE)                                     | 568      | 0,87     |        |        |
|                          | Parti socialiste unifié (PSU)                               | 557      | 0,86     |        |        |
|                          | Parti de l'unité et de la démocratie (PUD)                  | 490      | 0,75     |        |        |
|                          | Parti des Néo-Démocrates (PND)                              | 469      | 0,72     |        |        |
|                          | Parti démocrate national (PDN)                              | 439      | 0,68     |        |        |
|                          | Parti marocain libéral (PML)                                | 397      | 0,61     |        |        |
|                          | Parti de la réforme et du développement (PRD)               | 382      | 0,59     |        |        |
|                          | Parti du centre social (PCS)                                | 350      | 0,54     |        |        |
|                          | Parti démocratique de l'indépendance (PDI)                  | 335      | 0,52     |        |        |
|                          | Parti travailliste (PT)                                     | 270      | 0,42     |        |        |
|                          | Parti de la renaissance et de la vertu (PRV)                | 149      | 0,23     |        |        |
|                          |                                                             |          |          |        |        |
| Total                    | Total                                                       | 65 026   | 100,00   |        |        |
| Abstentions              | Abstentions                                                 | 46 073   | 41,47    |        |        |
| Inscrits / Participation | Inscrits / Participation                                    | 111 099  | 58,53    |        |        |

#### Sidi Ifni
| Parti                    | Parti                                         | Suffrage | Suffrage | Sièges | Sièges |
| Parti                    | Parti                                         | #        | %        | #      | %      |
| ------------------------ | --------------------------------------------- | -------- | -------- | ------ | ------ |
|                          | Rassemblement national des indépendants (RNI) | 25 973   | 42,92    | 4      | 40,00  |
|                          | Parti authenticité et modernité (PAM)         | 21 274   | 35,15    | 3      | 30,00  |
|                          | Union socialiste des forces populaires (USFP) | 4 634    | 7,66     | 2      | 20,00  |
|                          | Parti du progrès et du socialisme (PPS)       | 4 328    | 7,15     | 1      | 10,00  |
|                          | Front des forces démocratiques (FFD)          | 1 728    | 2,86     |        |        |
|                          | Parti de la justice et du développement (PJD) | 1 198    | 1,98     |        |        |
|                          | Parti de l'Istiqlal (PI)                      | 690      | 1,14     |        |        |
|                          | Parti marocain libéral (PML)                  | 376      | 0,62     |        |        |
|                          | Mouvement populaire (MP)                      | 192      | 0,32     |        |        |
|                          | Parti vert marocain (PVM)                     | 122      | 0,20     |        |        |
|                          |                                               |          |          |        |        |
| Total                    | Total                                         | 60 515   | 100,00   |        |        |
| Abstentions              | Abstentions                                   | 22 190   | 26,83    |        |        |
| Inscrits / Participation | Inscrits / Participation                      | 82 705   | 73,17    |        |        |

#### Tan-Tan
| Parti                    | Parti                                                       | Suffrage | Suffrage | Sièges | Sièges |
| Parti                    | Parti                                                       | #        | %        | #      | %      |
| ------------------------ | ----------------------------------------------------------- | -------- | -------- | ------ | ------ |
|                          | Parti authenticité et modernité (PAM)                       | 4 758    | 18,20    | 2      | 22,22  |
|                          | Rassemblement national des indépendants (RNI)               | 3 754    | 14,36    | 2      | 22,22  |
|                          | Parti de l'Istiqlal (PI)                                    | 3 368    | 12,88    | 2      | 22,22  |
|                          | Parti de la réforme et du développement (PRD)               | 2 838    | 10,85    | 1      | 11,11  |
|                          | Mouvement démocratique et social (MDS)                      | 1 933    | 7,39     | 1      | 11,11  |
|                          | Parti de l'unité et de la démocratie (PUD)                  | 1 282    | 4,90     | 1      | 11,11  |
|                          | Parti du progrès et du socialisme (PPS)                     | 1 081    | 4,13     |        |        |
|                          | Parti des Néo-Démocrates (PND)                              | 956      | 3,66     |        |        |
|                          | Union socialiste des forces populaires (USFP)               | 899      | 3,44     |        |        |
|                          | Mouvement populaire (MP)                                    | 845      | 3,23     |        |        |
|                          | Union constitutionnelle (UC)                                | 678      | 2,59     |        |        |
|                          | Parti de la société démocratique (PSD)                      | 521      | 1,99     |        |        |
|                          | Parti de l'environnement et du développement durable (PEDD) | 485      | 1,86     |        |        |
|                          | Parti de la justice et du développement (PJD)               | 453      | 1,73     |        |        |
|                          | Parti de l'Espoir (PE)                                      | 440      | 1,68     |        |        |
|                          | Parti démocratique de l'indépendance (PDI)                  | 255      | 0,98     |        |        |
|                          | Front des forces démocratiques (FFD)                        | 247      | 0,94     |        |        |
|                          | Parti marocain libéral (PML)                                | 242      | 0,93     |        |        |
|                          | Parti de la liberté et de la justice sociale (PLJS)         | 239      | 0,91     |        |        |
|                          | Parti socialiste unifié (PSU)                               | 239      | 0,91     |        |        |
|                          | Parti du renouveau et de l'équité (PRE)                     | 148      | 0,57     |        |        |
|                          | Parti du centre social (PCS)                                | 143      | 0,55     |        |        |
|                          | Parti travailliste (PT)                                     | 139      | 0,53     |        |        |
|                          | Union marocaine pour la démocratie (UMD)                    | 110      | 0,42     |        |        |
|                          | Parti vert marocain (PVM)                                   | 92       | 0,35     |        |        |
|                          |                                                             |          |          |        |        |
| Total                    | Total                                                       | 26 145   | 100,00   |        |        |
| Abstentions              | Abstentions                                                 | 22 075   | 45,78    |        |        |
| Inscrits / Participation | Inscrits / Participation                                    | 48 220   | 54,22    |        |        |

### Répartition des sièges
| Parti | Parti | Assa-Zag | Sidi Ifni | Tan-Tan | Guelmim | Total |
| ----- | ----- | -------- | --------- | ------- | ------- | ----- |
|       | PAM   | 2        | 3         | 2       | 5       | 12    |
|       | RNI   | 1        | 4         | 2       | 3       | 10    |
|       | PI    | 1        |           | 2       | 2       | 5     |
|       | USFP  | 2        | 2         |         |         | 4     |
|       | MP    |          |           |         | 2       | 2     |
|       | PJD   |          |           |         | 1       | 1     |
|       | PUD   |          |           |         | 1       | 1     |
|       | PEDD  |          |           |         | 1       | 1     |
|       | PPS   |          | 1         |         |         | 1     |
|       | PRD   |          |           | 1       |         | 1     |
|       | PSD   |          |           | 1       |         | 1     |